# Toxicological Sciences
Toxicological Sciences è una rivista scientifica mensile in cui la selezione degli articoli avviene mediante un processo di valutazione paritaria ed in cui vengono trattati temi appartenenti all'intero spettro di ricerca tossicologica.
La rivista viene pubblicata dalla "Oxford University Press" per conto della Società di Tossicologia. La fondazione della rivista risale al 1981 con il titolo di "Fundamental and Applied Toxicology" che fu cambiato nell'attuale "Toxicological Sciences" nel 1998.
L'Editore capo è Matthew Campen e John Lipscomb.
Secondo il "Journal Citation Reports", "Toxicological Sciences" nel 2014 ha ottenuto un fattore di impatto di 3,854 che posiziona questa rivista all'ottavo posto tra 87 riviste della categoria "Tossicologia".